# Cimiliarca
Cimiliarca o Cimeliarca (dal greco κεμελιαρκες) è un ministro di culto nelle cattedrali della chiesa cattolica.
Il titolo è di antica origine ed era utilizzato già in età romana per indicare il tesoriere di un dato officio, compito successivamente traslato nell'Impero Bizantino.
All'interno della chiesa cattolica, esso venne usato in particolar modo tra il III ed il IV secolo per indicare il collaboratore più stretto dell'Arcivescovo, avente il delicato compito di custodire e conservare i vasi sacri e tutti gli oggetti sacri più o meno preziosi utilizzati dai celebranti durante le celebrazioni che si tenevano all'interno della cattedrale o di una basilica maggiore della città. Egli si occupava anche di registrare, convalidare e mantenere in sicurezza le varie reliquie che costituivano il patrimonio spirituale della cattedrale, controllandone anche l'esposizione ai fedeli secondo le prescrizioni episcopali.
Questo ruolo, dopo il IV secolo, andò decadendo con la diffusione della tradizione da parte delle chiese di assumere un sacrestano od un laico preposto a questo compito. La carica non scomparve del tutto, ma venne mantenuta solo presso le chiese più importanti e con un valore d'importanza di molto attenuato rispetto all'origine.